# Петров, Дмитрий Владимирович
Дми́трий Влади́мирович Петро́в (10 июня 1974, Ростов-на-Дону — 1 марта 2000, высота 776, Чечня) — гвардии старший лейтенант в составе парашютно-десантного батальона 104-го гвардейского Краснознамённого парашютно-десантного полка 76-й гвардейской воздушно-десантной Черниговской Краснознаменной дивизии, Герой Российской Федерации. Похоронен в Ростове-на-Дону.

## Подвиг
1 марта 2000 года при выполнении боевой задачи на территории Чеченской республики командир взвода 6-й парашютно-десантной роты 104-го гвардейского полка 76-й воздушно-десантной дивизии старший лейтенант Дмитрий Петров погиб. За мужество и героизм, проявленные в боях с террористами, удостоен звания Герой России (посмертно).

## Память
- Имя Дмитрия Владимировича Петрова носит средняя школа № 84 в Ростове-на-Дону, на здании школы установлена мемориальная доска.
- Именем Дмитрия Петрова названа улица в новом микрорайоне «Суворовский» Ростова-на-Дону[1].

Памятная доска на здании школы
Могила на Северном кладбище Ростова-на-Дону